# Museo dei tarocchi
Il Museo dei tarocchi si trova a Riola, sull'Appennino bolognese, in un edificio del XVII secolo.
È di uno dei pochi centri, in Italia e nel mondo, che si occupa dell'arte dei Tarocchi.

## La collezione
Il museo di Riola raccoglie numerosi mazzi di tarocchi e di carte da gioco, antiche e moderne, opere documentate di vari artisti italiani ed esteri.
Una parte della collezione è dedicata ai vari Tarocchi d'artista, a tiratura limitata e firmati in originale dai singoli autori che hanno operato attraverso varie tecniche, dal collage alla scultura, dalla pittura alla grafica, dal video alle performance musicali.
La raccolta del museo comprende inoltre dipinti dedicati al tema delle carte da gioco ed ai soggetti degli arcani maggiori.
Il museo, oltre alla collezione permanente, offre una serie di eventi culturali e mostre organizzate all’interno dello stesso e in altre sedi.